# Armageddon - Sfârșitul lumii?
Armageddon - Sfârșitul lumii? (1998) este un film cu dezastre american regizat de Michael Bay, produs de Jerry Bruckheimer și distribuit de compania Disney Touchstone Pictures. Filmul prezintă povestea unui grup de experți în forări petroliere care sunt trimiși de NASA în spațiul cosmic pentru a opri un gigantic asteroid care este pe cale să lovească Pământul. În rolurile principale interpretează Bruce Willis, Ben Affleck, Billy Bob Thornton, Liv Tyler, Owen Wilson, Will Patton, Peter Stormare, William Fichtner, Michael Clarke Duncan, Keith David și Steve Buscemi.
Filmul a fost lansat la două luni după un alt film catastrofic cu o temă asemănătoare: Impact nimicitor. Ambele filme au fost primite de critici în mod similar, Armaghedon având scorul de 41% și Impact nimicitor 46% pe Rotten Tomatoes.

## Rezumat
O ploaie de meteori distruge naveta spațială Atlantis aflată pe orbită și bombardează orașele Boston, Philadelphia, Moncton, Halifax, Newfoundland și New York City; New York City suferă daune mari. NASA află că un asteroid va lovi Pământul în 18 zile și dezvoltă un plan pentru a-l distruge: să sape o adâncitură și să plaseze o bombă nucleară în interior.
Harry Stamper, un sondor de petrol din a treia generație, este ales pentru misiune și își formează propria echipă. Echipa este pregătită să devină astronauți și este lansată împreună cu două navete spațiale pentru a se îndrepta spre asteroid. Totuși, după o serie de dezastre, naveta Independence se prăbușește, iar din echipă scapă doar Lev, Bear și A.J. Cei trei pornesc în căutarea echipei Freedom.
Pe măsură ce lucrările de foraj progresează lent, tensiunea din misiune crește și se ia decizia de a detona bomba de la distanță. A.J. reușește să ajungă la adâncimea necesară, dar o furtună de pietre duce la defectarea sistemului de detonație de la distanță. A.J. este însărcinat să detoneze bomba manual, iar Harry îi oferă aprobatul în timp ce îl duce pe suprafața asteroidului.
După diverse dificultăți, Freedom decolează cu succes, iar Harry detonează bomba, salvând planeta. Astronauții se întorc în siguranță pe Pământ, A.J. și Grace se reunesc, iar Chick se împacă cu fosta sa soție. Filmul se încheie cu nunta lui A.J. și Grace, având în vedere amintirea lui Harry și a celor care au murit în timpul misiunii.

## Distribuție
- Bruce Willis - Harry S. Stamper
- Billy Bob Thornton - Dan Truman
- Ben Affleck - A.J. Frost
- Liv Tyler - Grace Stamper
- Will Patton - Chick Chapel
- Steve Buscemi - Rockhound
- William Fichtner - Colonel Willie Sharp
- Owen Wilson - Oscar Choice
- Michael Clarke Duncan - Bear
- Peter Stormare - Lev Andropov
- Ken Campbell - Max
- Jessica Steen - Co-Pilot Jennifer Watts
- Keith David - General Kimsey
- Chris Ellis - Flight Director Clark
- Jason Isaacs - Ronald Quincy
- Grayson McCouch - Gruber
- Clark Brolly - Noonan
- Marshall Teague - Colonel Davis
- Anthony Guidera - Co-Pilot Tucker
- Greg Collins - Halsey
- John Mahon - Karl
- Grace Zabriskie - Dottie
- Eddie Griffin - Bike Messenger
- Jim Ishida - Client #3
- Stanley Anderson - The President
- Charlton Heston - narator